# الضحية (مسلسل)
مسلسل الضحية هو مسلسل تم إنتاجه في مصر. بدأ عرضه في سنة 1964. بلغ عدد حلقاته 15 حلقة، وهو من إخراج نور الدمرداش.

## بطولة
- سميرة محسن
- سعيد أبو بكر
- صلاح السعدني

## وصلات خارجية
- حلقات المسلسل علي يوتيوب